# Chinese Taipei Open 1997
Die Chinese Taipei Open 1997 im Badminton fanden vom 7. bis zum 12. Januar 1997 in Taipeh statt. Das Preisgeld betrug 170.000 US-Dollar, was dem Turnier zu einem Fünf-Sterne-Status im Grand-Prix-Circuit verhalf.

## Sieger und Platzierte
| Disziplin    | Gold                         | Silber                                  | Bronze                      |
| ------------ | ---------------------------- | --------------------------------------- | --------------------------- |
| Herreneinzel | Peter Gade                   | Poul-Erik Høyer Larsen                  | Fung Permadi                |
| Herreneinzel | Peter Gade                   | Poul-Erik Høyer Larsen                  | Hermawan Susanto            |
| Dameneinzel  | Camilla Martin               | Mia Audina                              | Lee Joo Hyun                |
| Dameneinzel  | Camilla Martin               | Mia Audina                              | Pornsawan Plungwech         |
| Herrendoppel | Sigit Budiarto Candra Wijaya | S. Antonius Budi Ariantho Denny Kantono | Ha Tae-kwon Kang Kyung-jin  |
| Herrendoppel | Sigit Budiarto Candra Wijaya | S. Antonius Budi Ariantho Denny Kantono | Ricky Subagja Rexy Mainaky  |
| Damendoppel  | Park Soo-yun Yim Kyung-jin   | Yoshiko Iwata Haruko Matsuda            | Hisako Mizui Yasuko Mizui   |
| Damendoppel  | Park Soo-yun Yim Kyung-jin   | Yoshiko Iwata Haruko Matsuda            | Finarsih Rikke Olsen        |
| Mixed        | Sandiarto Finarsih           | Lee Dong-soo Park Soo-yun               | Imam Tohari Emma Ermawati   |
| Mixed        | Sandiarto Finarsih           | Lee Dong-soo Park Soo-yun               | Michael Søgaard Rikke Olsen |

## Finalergebnisse
| Disziplin    | Sieger                       | Finalist                                | Ergebnis     |
| ------------ | ---------------------------- | --------------------------------------- | ------------ |
| Herreneinzel | Peter Gade                   | Poul-Erik Høyer Larsen                  | 15-10, 18-15 |
| Dameneinzel  | Camilla Martin               | Mia Audina                              | 12-10, 11-2  |
| Herrendoppel | Candra Wijaya Sigit Budiarto | Denny Kantono S. Antonius Budi Ariantho | 15-11, 15-2  |
| Damendoppel  | Park Soo-yun Yim Kyung-jin   | Haruko Matsuda Yoshiko Iwata            | 15-12, 15-8  |
| Mixed        | Sandiarto Finarsih           | Lee Dong-soo Park Soo-yun               | 15-11, 15-8  |

## Halbfinalresultate
| Disziplin    | Sieger                                  | Gegner                      | Ergebnis           |
| ------------ | --------------------------------------- | --------------------------- | ------------------ |
| Herreneinzel | Peter Gade                              | Fung Permadi                | 17-14, 15-0        |
|              | Poul-Erik Høyer Larsen                  | Hermawan Susanto            | 10-15, 15-11, 15-9 |
| Dameneinzel  | Mia Audina                              | Pornsawan Plungwech         | 11-7, 11-5         |
|              | Camilla Martin                          | Lee Joo Hyun                | 11-8, 11-4         |
| Herrendoppel | Candra Wijaya Sigit Budiarto            | Ricky Subagja Rexy Mainaky  | 15-7, 9-15, 15-12  |
|              | Denny Kantono S. Antonius Budi Ariantho | Kang Kyung-jin Ha Tae-kwon  | 17-14, 8-15, 18-17 |
| Damendoppel  | Haruko Matsuda Yoshiko Iwata            | Finarsih Rikke Olsen        | 15-11, 15-8        |
|              | Park Soo-yun Yim Kyung-jin              | Hisako Mizui Yasuko Mizui   | 15-12, 15-3        |
| Mixed        | Sandiarto Finarsih                      | Michael Søgaard Rikke Olsen | 4-15, 17-14, 15-10 |
|              | Lee Dong-soo Park Soo-yun               | Imam Tohari Emma Ermawati   | 15-13, 15-11       |

## Viertelfinalresultate
| Disziplin    | Sieger                                  | Gegner                                | Ergebnis            |
| ------------ | --------------------------------------- | ------------------------------------- | ------------------- |
| Herreneinzel | Fung Permadi                            | Yong Hock Kin                         | 16-18, 15-11, 15-10 |
|              | Peter Gade                              | Jeroen van Dijk                       | 15-4, 15-9          |
|              | Hermawan Susanto                        | Marleve Mainaky                       | 15-6, 15-11         |
|              | Poul-Erik Høyer Larsen                  | Salim                                 | 15-4, 15-13         |
| Dameneinzel  | Mia Audina                              | Lotte Thomsen                         | 11-1, 11-2          |
|              | Pornsawan Plungwech                     | Jeng Shwu-zen                         | 11-5, 12-10         |
|              | Lee Joo Hyun                            | Takako Ida                            | 11-7, 11-4          |
|              | Camilla Martin                          | Yasuko Mizui                          | 11-5, 11-6          |
| Herrendoppel | Ricky Subagja Rexy Mainaky              | Hwang Sun-ho Lee Dong-soo             | 15-0, 15-3          |
|              | Candra Wijaya Sigit Budiarto            | Choong Tan Fook Lee Wan Wah           | 16-18, 15-5, 15-4   |
|              | Kang Kyung-jin Ha Tae-kwon              | Pramote Teerawiwatana Kitipon Kitikul | 15-9, 15-5          |
|              | Denny Kantono S. Antonius Budi Ariantho | Rosman Razak Chew Choon Eng           | 15-10, 15-0         |
| Damendoppel  | Finarsih Rikke Olsen                    | Chen Li-chin Tsai Hui-min             | 15-9, 15-6          |
|              | Haruko Matsuda Yoshiko Iwata            | Chen Mei Perng Ru-yu                  | 15-8, 15-8          |
|              | Park Soo-yun Yim Kyung-jin              | Nonong Denis Zanati Carmelita         | 15-5, 15-8          |
|              | Hisako Mizui Yasuko Mizui               | Chao Hwa-ching Tsai Chia-chun         | 15-2, 15-9          |
| Mixed        | Michael Søgaard Rikke Olsen             | Anurak Thiraratsakul Ticha Boonyarak  | 15-5, 15-9          |
|              | Sandiarto Finarsih                      | Ha Tae-kwon Yim Kyung-jin             | 12-15, 15-5, 18-16  |
|              | Lee Dong-soo Park Soo-yun               | Tesana Panvisavas Pornsawan Plungwech | 15-8, 15-2          |
|              | Imam Tohari Emma Ermawati               | Chang Wen-sung Chen Yu-Fun            | 15-13, 15-3         |